# Zapasy na Letnich Igrzyskach Olimpijskich 2000 – kategoria do 76 kg w stylu wolnym
Zmagania mężczyzn do 76 kg to jedna z ośmiu męskich konkurencji w zapasach w stylu wolnym rozgrywanych podczas Letnich Igrzysk Olimpijskich 2000. Pojedynki w tej kategorii wagowej odbyły się w dniach 28 – 30 września.

## Klasyfikacja[1]
| Pozycja | Nazwisko                 | Kraj               |
| ------- | ------------------------ | ------------------ |
| 1       | Brandon Slay             | Stany Zjednoczone  |
| 2       | Mun Ui-je                | Korea Południowa   |
| 3       | Adem Bereket             | Turcja             |
| 4       | Giennadij Łalijew        | Kazachstan         |
| 5       | Rusłan Chinczagow        | Uzbekistan         |
| 6       | Alik Muzajew             | Ukraina            |
| 7       | Nasir Gadżihanow         | Macedonia Północna |
| 8       | Marcin Jurecki           | Polska             |
| 9       | Buwajsar Sajtijew        | Rosja              |
| 10      | Elşad Allahverdiyev      | Azerbejdżan        |
| 11      | Yosmany Romero           | Kuba               |
| 12      | Peżman Dorostkar         | Iran               |
| 13      | Guram Mczedlidze         | Gruzja             |
| 14      | Jannie du Toit           | Południowa Afryka  |
| 15      | Radion Kertanti          | Słowacja           |
| 16      | Płamen Paskalew          | Bułgaria           |
| 17      | Reinold Ozoline          | Australia          |
| 18      | Árpád Ritter             | Węgry              |
| 19      | Tümen-Öldzijn Mönchbajar | Mongolia           |
| DQ      | Alexander Leipold        | Niemcy             |

- Alexander Leipold, który wygrał złoty medal, został zdyskwalifikowany za doping, Nandrolon.

## Zasady[2]
- PP — Na punkty (Pokonany zdobył punkty)
- PO — Na punkty (Pokonany bez punktów)
- ST — Przewaga (10 punktów różnicy, pokonany bez punktów)
- SP — Przewaga (10 punktów różnicy, pokonany zdobył punkty)

## Wyniki[3]

### Rundy eliminacyjne
| Zawodnik          | W | P | Punkty | Punkty techniczne |
| ----------------- | - | - | ------ | ----------------- |
| Brandon Slay      | 2 | 0 | 6      | 8                 |
| Buwajsar Sajtijew | 1 | 1 | 4      | 11                |
| Płamen Paskalew   | 0 | 2 | 2      | 3                 |

|                   |                   | Punkty | Punkty techniczne |
| ----------------- | ----------------- | ------ | ----------------- |
| Płamen Paskalew   | Buwajsar Sajtijew | 1-3 PP | 2-8               |
| Brandon Slay      | Płamen Paskalew   | 3-1 PP | 4-1               |
| Buwajsar Sajtijew | Brandon Slay      | 1-3 PP | 3-4               |

#### Grupa 2
| Zawodnik                 | W | P | Punkty | Punkty techniczne |
| ------------------------ | - | - | ------ | ----------------- |
| Giennadij Łalijew        | 2 | 0 | 6      | 7                 |
| Peżman Dorostkar         | 1 | 1 | 4      | 4                 |
| Tümen-Öldzijn Mönchbajar | 0 | 2 | 0      | 0                 |

|                          |                          | Punkty | Punkty techniczne |
| ------------------------ | ------------------------ | ------ | ----------------- |
| Tümen-Öldzijn Mönchbajar | Giennadij Łalijew        | 0-3 PO | 0-4               |
| Peżman Dorostkar         | Tümen-Öldzijn Mönchbajar | 3-0 PO | 3-0               |
| Giennadij Łalijew        | Peżman Dorostkar         | 3-1 PP | 3-1               |

#### Grupa 3
| Zawodnik            | W | P | Punkty | Punkty techniczne |
| ------------------- | - | - | ------ | ----------------- |
| Rusłan Chinczagow   | 2 | 0 | 7      | 14                |
| Elşad Allahverdiyev | 1 | 1 | 4      | 10                |
| Jannie du Toit      | 0 | 2 | 2      | 6                 |

|                     |                     | Punkty | Punkty techniczne |
| ------------------- | ------------------- | ------ | ----------------- |
| Rusłan Chinczagow   | Jannie du Toit      | 4-1 SP | 11-1              |
| Elşad Allahverdiyev | Rusłan Chinczagow   | 1-3 PP | 2-3               |
| Jannie du Toit      | Elşad Allahverdiyev | 1-3 PP | 5-8               |

#### Grupa 4
| Zawodnik         | W | P | Punkty | Punkty techniczne |
| ---------------- | - | - | ------ | ----------------- |
| Adem Bereket     | 2 | 0 | 6      | 6                 |
| Guram Mczedlidze | 1 | 1 | 3      | 3                 |
| Árpád Ritter     | 0 | 2 | 1      | 2                 |

|                  |                  | Punkty | Punkty techniczne |
| ---------------- | ---------------- | ------ | ----------------- |
| Guram Mczedlidze | Árpád Ritter     | 3-0 PO | 3-0               |
| Adem Bereket     | Guram Mczedlidze | 3-0 PO | 3-0               |
| Árpád Ritter     | Adem Bereket     | 1-3 PP | 2-3               |

#### Grupa 5
| Zawodnik        | W | P | Punkty | Punkty techniczne |
| --------------- | - | - | ------ | ----------------- |
| Mun Ui-je       | 3 | 0 | 10     | 21                |
| Alik Muzajew    | 2 | 1 | 8      | 20                |
| Marcin Jurecki  | 1 | 2 | 6      | 12                |
| Reinold Ozoline | 0 | 3 | 1      | 3                 |

|                 |                 | Punkty | Punkty techniczne |
| --------------- | --------------- | ------ | ----------------- |
| Marcin Jurecki  | Reinold Ozoline | 4-0 ST | 10-0              |
| Alik Muzajew    | Mun Ui-je       | 1-3 PP | 1-5               |
| Marcin Jurecki  | Alik Muzajew    | 1-3 PP | 1-3               |
| Reinold Ozoline | Mun Ui-je       | 0-4 ST | 0-11              |
| Marcin Jurecki  | Mun Ui-je       | 1-3 PP | 1-5               |
| Reinold Ozoline | Alik Muzajew    | 1-4 SP | 3-16              |

#### Grupa 6
| Zawodnik          | W | P | Punkty | Punkty techniczne |
| ----------------- | - | - | ------ | ----------------- |
| Alexander Leipold | 3 | 0 | 9      | 14                |
| Nasir Gadżihanow  | 2 | 1 | 7      | 8                 |
| Yosmany Romero    | 1 | 2 | 4      | 4                 |
| Radion Kertanti   | 0 | 3 | 2      | 4                 |

|                   |                  | Punkty | Punkty techniczne |
| ----------------- | ---------------- | ------ | ----------------- |
| Alexander Leipold | Yosmany Romero   | 3-1 PP | 4-1               |
| Radion Kertanti   | Nasir Gadżihanow | 1-3 PP | 2-3               |
| Alexander Leipold | Radion Kertanti  | 3-0 PO | 5-0               |
| Yosmany Romero    | Nasir Gadżihanow | 0-3 PO | 0-3               |
| Alexander Leipold | Nasir Gadżihanow | 3-1 PP | 5-2               |
| Yosmany Romero    | Radion Kertanti  | 3-1 PP | 3-2               |

### Runda finałowa
|  | Ćwierćfinały      | Ćwierćfinały      | Ćwierćfinały |  |  | Półfinały         | Półfinały         | Półfinały         |   |              | Finał        | Finał        | Finał       |
|  |                   |                   |              |  |  |                   |                   |                   |   |              |              |              |             |
|  | Brandon Slay      | Brandon Slay      | 2            |  |  |                   |                   |                   |   |              |              |              |             |
|  | Giennadij Łalijew | Giennadij Łalijew | 2            |  |  | Brandon Slay      | Brandon Slay      | 3                 |   |              |              |              |             |
|  | Rusłan Chinczagow | Rusłan Chinczagow | 2            |  |  | Adem Bereket      | Adem Bereket      | 1                 |   |              |              |              |             |
|  | Adem Bereket      | Adem Bereket      | 5            |  |  |                   |                   |                   |   | Brandon Slay | Brandon Slay | 0            |             |
|  |                   |                   |              |  |  |                   | Alexander Leipold | Alexander Leipold | 4 |              |              |              |             |
|  |                   |                   |              |  |  | Mun Ui-je         | Mun Ui-je         | 1                 |   |              |              |              |             |
|  |                   |                   |              |  |  | Alexander Leipold | Alexander Leipold | 3                 |   |              | o 3 miejsce  | o 3 miejsce  | o 3 miejsce |
|  |                   |                   |              |  |  |                   |                   |                   |   |              |              |              |             |
|  |                   |                   |              |  |  |                   |                   |                   |   |              | Adem Bereket | Adem Bereket | 0           |
|  |                   |                   |              |  |  |                   |                   |                   |   |              | Mun Ui-je    | Mun Ui-je    | 3F          |

|  |                   |    |
|  | o 5 miejsce       |    |
|  |                   |    |
|  |                   |    |
|  |                   |    |
|  | Giennadij Łalijew | WO |
|  | Giennadij Łalijew | WO |
|  | Rusłan Chinczagow |    |
|  |                   |    |
|  |                   |    |